# NHK BS Premium
NHK BS Premium（日语：／ Enu-echi-kei Bī-Esu puremiamu */?，台标显示为“NHKBSP”），曾經是日本放送協會（NHK）旗下的卫星电视频道之一，以廣播衛星（BS）播送。

## 概况
1984年5月以单频道实验播出的形式开始的NHK卫星频道，自1985年12月起转为双频道播出。当时的播送目的是用于地面电视收视困难地区的对策。在当时，旧卫星第一频道（BS1）与旧卫星第二频道（BS2）分别进行地面电视的NHK综合频道与教育频道的实时与延时转播。直至1987年7月起，卫星播出编成重组，旧BS1频道转为独立编组，而旧BS2则是进行综合、教育两频道的混合编组播出。
此后，自1989年6月正式播出时起，确定了由旧BS1播出新闻资讯类以及体育类节目，而由旧BS2播出娱乐类、文化类节目的方针。至2000年12月起，NHK数字卫星高畫質频道（BS hi）正式开始播出，当时为普及高清节目，频道主要采取与地面电视频道与BS1、2两个卫星频道联播或延时转播的综合性编组。但到2007年1月之后，则转为以文化类、娱乐类节目为主的编组。
2008年，总务省通过“关于NHK卫星播送频道数量的研究会”的研究结论，确定要进行卫星播送的再整理与合并，并从此确定要将BS2与BShi进行整合。由此，自2010年起，BS2与BShi对于文化类与娱乐类节目予以强化，以准备整合。至2011年3月31日24时，旧BS2与BShi的播送结束。
自2011年4月1日6时起，旧BS hi的频道位次BS103（ID3）由新的卫星高清频道“NHK BS Premium”所承继。BS Premium将强化在旧BS2、BShi中的文化、娱乐类节目，且除晨间小说连续剧与NHK大河剧之外，原则上只播出BS频道专属节目。
在NHK系列所拥有的频道当中，冠名“Premium”的频道除本项所述的BS台之外，还有面向日本国外的NHK World Premium频道。该台也有播送部分BS Premium的节目。
在旧的三频道体制之下，BS2播出的新闻类节目原则上不再在BS Premium播出，但是发生紧急情况时，NHK各频道可能会并机直播特別节目。
2011年7月24日，BS Premium模拟信号广播正式停播。
2020年3月30日開始，隨著NHK整體刷新各頻道台標，BS Premium亦啟用了新台標。
2023年12月1日，NHK BS1与NHK BS Premium节目整合，原NHK BS Premium节目停播。预计于2024年3月31日彻底关停。但在过渡期内，如遇重大灾害，原NHK BS Premium所在的BS103频道仍会同步播出灾害提示等信息。2024年能登半岛地震后，NHK于2024年1月9日启用BS103频道，播出NHK放送中心、名古屋放送局和金泽放送局制作的地震关联新闻等，1月12日起改为全天转播NHK金泽综合频道。有关安排至同年7月1日0时结束。

## 相关项目
- NHK BS1
- NHK卫星第2频道
- NHK数字卫星高清频道

## 备注
1. ↑  . Yahoo!ニュース.   [2023-12-01] （日语）.[]